# Norberto Menéndez
Norberto Menéndez (Buenos Aires, 14 december 1936 – aldaar, 26 mei 1994) was een Argentijnse voetballer.
Hij begon zijn carrière in 1954 bij River Plate en vormde een befaamde aanvallersduo met Omar Sívori. River Plate werd van 1955 tot 1957 landskampioen. Na een minder succesvol seizoen i 1961 bij Huracán tekende hij bij de aartsrivaal van River Plate, Boca Juniors. In 1962, 1964 en 1965 werd hij kampioen met Boca. Menéndez is de enige speler die voor beide Argentijnse topclubs speelde en met hen drie landstitels behaalde.
Menéndez speelde 14 wedstrijden voor het nationale elftal, waaronder op het WK 1958 in Zweden, waar hij scoorde tegen Noord-Ierland. Een jaar eerder was hij ook de eerste Argentijnse speler die ooit voor het elftal scoorde in een WK-kwalificatiewedstrijd (in 1930 en 1934 was het land rechtstreeks voor het WK geplaatste en in 1938, 1950 en 1954 nam het land niet aan de kwalificaties deel.